# Hendrik Hamel

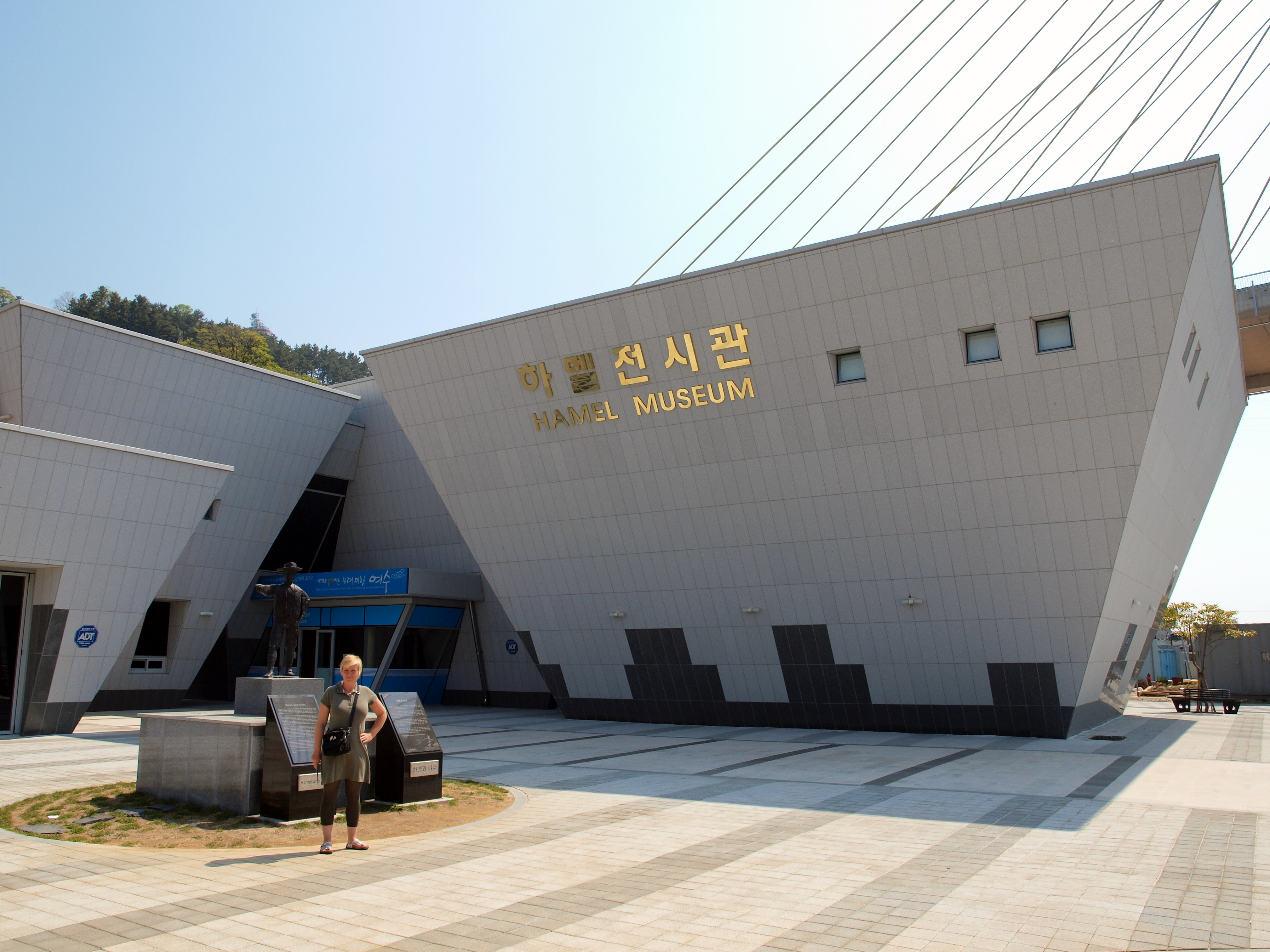
Hendrik Hamelmuseum in Yeosu, Zuid-Korea

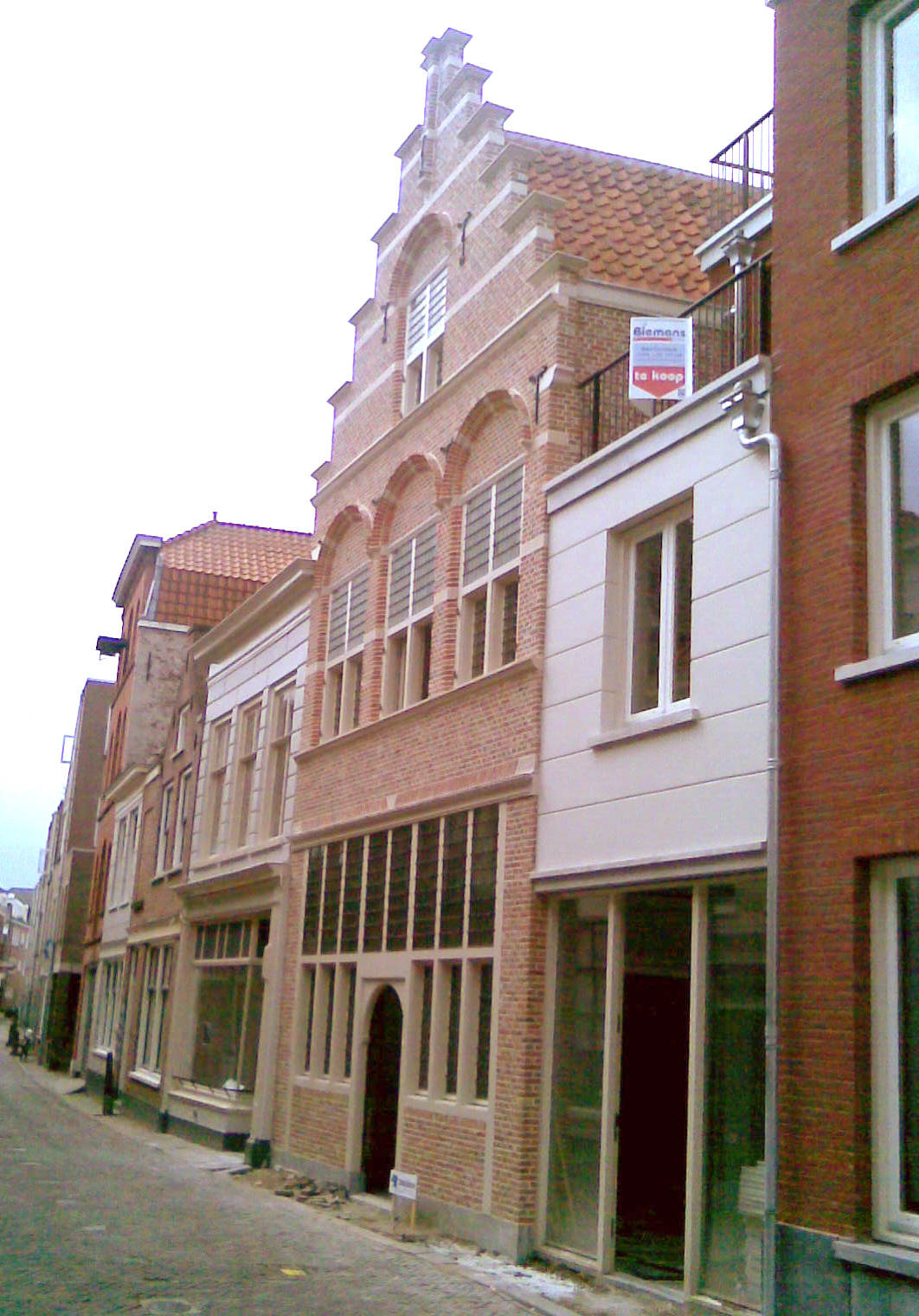
Hendrik Hamelhuis in Gorinchem

Hendrik Hamel of Hendrick (Gorinchem, 1630 – Gorinchem, 12 februari 1692) was een Nederlands boekhouder in dienst van de Vereenigde Oostindische Compagnie. Hij is vooral bekend geworden door het verslag van zijn schipbreuk en jarenlang verblijf in Korea dat in Europa tijdenlang de enige bron van informatie was over dat land.
In Nederland is hij bijna vergeten, maar de (Zuid-)Koreanen zien Hamel als een nationale held omdat hij hun land bekendheid gaf in het Westen. Hij was, tot de komst van voormalig coach van de Koreaanse voetbalploeg Guus Hiddink, de beroemdste Nederlander in Zuid-Korea.

## Schipbreuk
De VOC-boekhouder Hendrik Hamel stapte in 1653 in Batavia aan boord van het jacht De Sperwer voor een tocht naar de Japanse handelspost Dejima. Door de plotseling oprukkende storm sloeg het schip kapot op een onbekende kust die van het eiland Jeju, ten zuiden van Korea bleek te zijn. Van de 64 opvarenden overleefden 36 de schipbreuk.
Eerst dachten de bemanningsleden dat ze op een onbewoond eiland zaten, maar al gauw zagen zij zich omringd door soldaten van de plaatselijke gouverneur. Deze namen de VOC-mannen gevangen, die met handen en voeten probeerden duidelijk te maken dat ze weer weg wilden, naar Japan. Ze werden gevangen gehouden in de woning waar jaren eerder de verbannen koning Gwanghaegun van Joseon zijn laatste jaren had doorgebracht. Uiteindelijk liet de gouverneur tot hun verbazing een tolk halen: de Nederlandse Jan Jansz. Weltevree. Hij vertelde dat de Koreanen hem al 26 jaar vasthielden. De schipbreukelingen moesten volgens hem rekenen op hetzelfde lot.
Jan Jansz. Weltevree kreeg gelijk. De Koreaanse koning, Hyojong van Joseon, wilde de vreemdelingen niet laten gaan. Hij nam ze in dienst en onderhield ze. Hoewel de Nederlanders voortdurend ontsnappingsplannen maakten, pasten ze zich met de jaren steeds meer aan. Ze leerden Koreaans, kochten huisjes en verdienden wat geld met bedelen en verhalen vertellen. Na dertien jaar lukte het Hendrik Hamel en zeven anderen toch te ontkomen. Met een klein scheepje voeren ze naar Japan, waar ze zich meldden bij de handelspost. In opdracht van de VOC beschreef Hamel de gebeurtenissen en het land. Door zijn verhaal ging Korea leven in Europa en daar zijn veel Koreanen nu nog trots op.

## Yeosu
In Zuid-Korea is in 2012 een Hamelmuseum geopend. In dit museum is dankzij een gift van de Nederlandse overheid na de World Expo 2012, gehouden in Yeosu, een kopie van het originele scheepsjournaal van Hamel te vinden. Verder bezit het museum verschillende historische V.O.C.-overblijfselen en wordt in afbeeldingen en tekst de historie van Hendrik Hamel weergegeven. Vóór het museum staat een standbeeld van Hendrik Hamel. De vuurtoren op de kade voor het museum is eveneens vernoemd naar Hendrik Hamel.

## Gorinchem

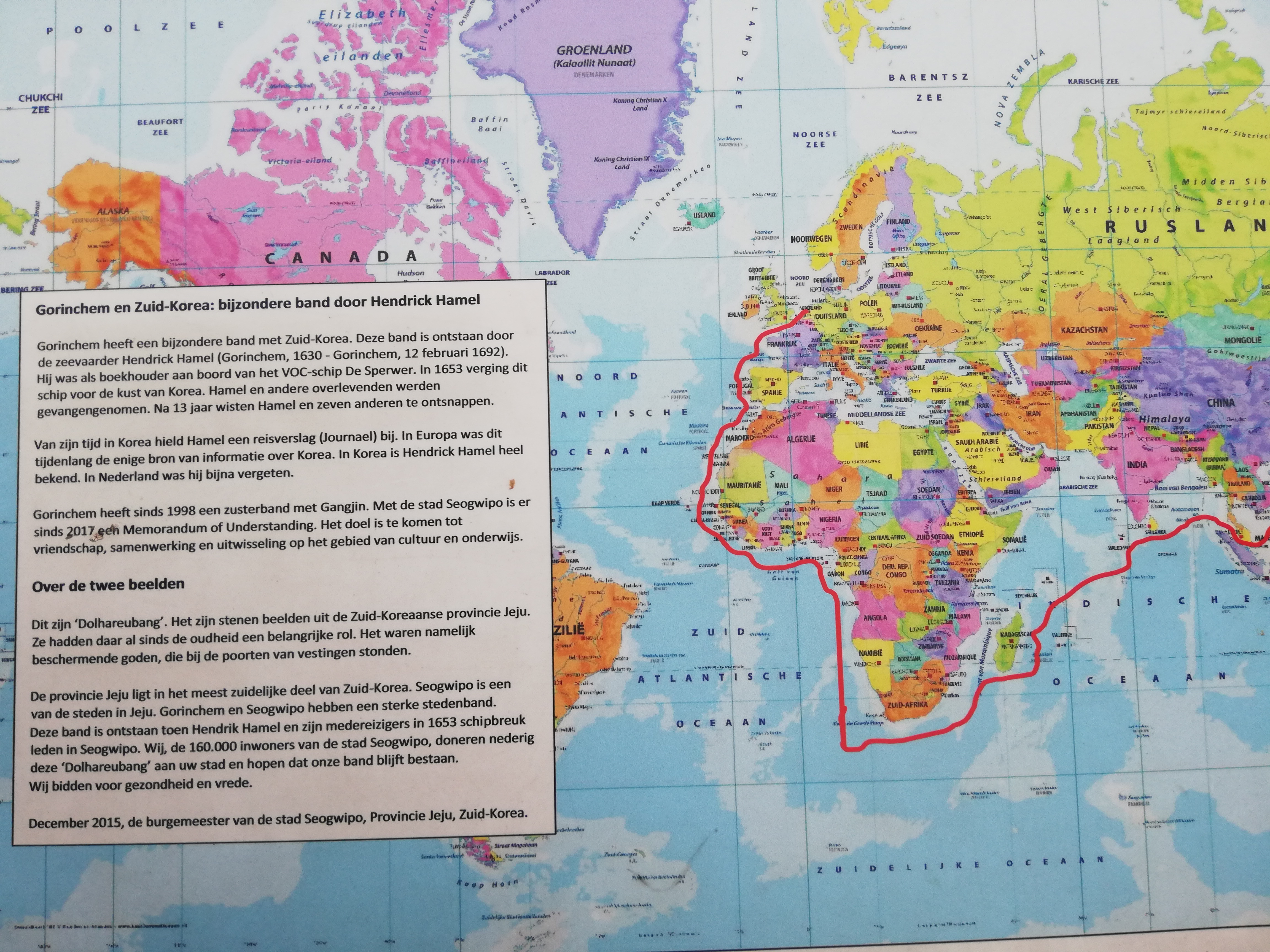
Paneel met een afbeelding van de reis van Henrik Hamel in Gorinchem

Vanwege het feit dat Hamel geboren is in Gorinchem is die gemeente in 1998 een partnerschap aangegaan met de Zuid-Koreaanse gemeente Gangjin. In Gorinchem is in 2015 een museum over Hamel en zijn reis, het Hamelhuis, geopend. Ter gelegenheid hiervan heeft KLM in 2015  het Hamelhuis gekozen als 96ste Delfts blauwe huisje. De stad Seogwipo op het eiland Jeju schonk Gorinchem in 2015 twee beelden van bewaker-goden. Zij staan op de stadsmuur in de nabijheid van een paneel waarop de reis van Hendrik Hamel is afgebeeld.